# WebOS
webOS (anche noto come LG webOS, in precedenza Open webOS, HP webOS e Palm webOS) è un sistema operativo per dispositivi mobili e Smart TV basato sul kernel Linux con elementi proprietari.

## Storia

### 2009 - 2012: dagli inizi alla Palm alla HP, per smartphone e tablet
Sviluppato da Palm e successivamente acquistato da Hewlett-Packard e poi venduto a LG Electronics. Lo smartphone Palm Pre è stato il primo dispositivo ad essere lanciato con webOS. In seguito, dopo l'acquisto, HP ha contribuito molto allo sviluppo di webOS con la commercializzazione dell'HP TouchPad, tablet basato su sistema operativo webOS. Dopo l'uscita di quest'ultimo terminale, i prezzi sia dell'HP TouchPad sia del Palm Pre 2 si sono drasticamente abbassati. In seguito è stato lanciato sul mercato il terzo Pre, chiamato HP Pre 3. Entrambi sono stati introdotti al pubblico l'8 gennaio 2009 al Consumer Electronics Show di Las Vegas. Il Palm Pre e webOS sono stati distribuiti il 6 giugno 2009. Il secondo dispositivo ad usare webOS fu il Palm Pixi, distribuito il 15 novembre 2009. webOS integra funzionalità di social network e Web 2.0.
Il 18 agosto 2011 HP ha annunciato l'intenzione di fermare la produzione di tutti i dispositivi webOS, compreso l'HP TouchPad. Il 9 dicembre 2011 HP ha comunicato l'intenzione di distribuire a breve il codice sorgente di webOS in modalità open source.
Il 25 gennaio 2012 HP ha distribuito la roadmap di Open webOS 1.0, che verrà poi distribuita a fine agosto 2012. Ha poi distribuito Enyo 1.0 e Enyo 2.0 sotto licenza Apache 2.0.

### Dal 2013 passa alla LG, che lo usa per le sue TV
Il 25 febbraio 2013 HP ha ceduto la licenza di webOS a LG Electronics per l'uso nelle sue smart TV. LG ha acquisito webOS per rimpiazzare la sua precedente piattaforma per le smart TV, NetCast. A LG Electronics è stato dato accesso illimitato a documentazione, codice sorgente per sviluppatori e a tutti i siti web relativi; HP ha solo mantenuto il possesso dei brevetti relativi al sistema operativo e dei servizi cloud, tra cui il catalogo delle app. Nel 2014 LG riprende la produzione interrotta di webOS, dotando le nuove smart TV di questo suo sistema operativo. I primi modelli del 2014 in Italia sono alcuni della serie LB2014. Sebbene webOS sia al momento (2014) utilizzato solo su smart TV, LG Electronics non ha escluso la possibilità di sviluppare uno smartphone con questo sistema operativo in futuro.
Nel dicembre del 2016 viene annunciato LG webOS 3.5, un aggiornamento che permette di adattare meglio il sistema operativo alle smart TV del 2017, estendendo le funzionalità delle stesse.
Dal 2023 il sistema operativo viene utilizzato sotto licenza anche dai marchi di TV Sinudyne e Inno-Hit.

## Loghi precedenti
|            |          |            |
| Palm webOS | HP webOS | Open webOS |

## Panoramica delle versioni[8]
| Versione principale | Data di distribuzione | Cambiamenti rilevanti |
| ------------------- | --------------------- | --- |
| 1                   | 11 febbraio 2009      | Prima versione. |
| 1.1.3               | 13 ottobre 2009       | Aggiornamento wireless (OTA). |
| 1.4.5               | 14 luglio 2010        | Le unità di alcuni operatori (ad esempio Telcel in Messico) hanno distribuito l'aggiornamento prima. È l'ultimo aggiornamento che è stato reso disponibile per il Palm Pre, il Palm Pixi e il Pixi Plus. |
| 2.0                 | 22 ottobre 2010       | Nuovi aggiornamenti. |
| 3.0                 | 1º luglio 2011        | Supportata per la prima volta la condivisione tra gli smartphone e tablet tramite sfioramento (touch-to-share). Nuovo client Skype sviluppato apposta per webOS. |
| 3.0.4               | 18 ottobre 2011       | Aggiornamento wireless (OTA) per l'HP TouchPad. Introdotta una funzione Bluetooth che consente connessioni ai telefoni cellulari che non dispongono di sistema operativo webOS. Nuova applicazione per foto e video con la fotocamera anteriore. Supporto aggiuntivo per la riproduzione dei formati audio Vorbis e FLAC. |
| 3.0.5               | 13 gennaio 2012       | Aggiornamento wireless (OTA) per l'HP TouchPad. Correzioni di bug e miglioramenti del programma. Supporto per HTML5. Integrati avvisi di poco spazio su disco. |
| 03.50.45            | 2017                  | Versione LG per SmartTV. |
| 04.70.04            | 2017                  | Supporto al formato TrueHD per HDMI, miglioramento del rilevamento velocità dischi HDD. |
| 04.70.20            | 2017                  | |
| 04.70.45            | 2017                  | |
| 04.70.55            | 2018                  | Adeguamento al GDPR. |
| 04.70.70            | 8 giugno 2018         | Nuova versione LG per SmartTV. Risolto il problema di buffering nel Player "BBC iPlayer 4K Dash Live stream" e l'erronea posizione dei canali per la piattaforma televisiva italiana Tivùsat. |
| 04.70.85            | 2018                  | Risolto il riavvio della TV in caso di connessione Wi-fi instabile. |
| 04.71.00            | 2018                  | |
| 05.80.03            | 5 novembre 2018       | Nuova versione LG. Miglioramenti nell'utilizzo di Netflix, aggiunta di canali satellitari e aggiornamento delle funzioni per la Russia, Possibilità di abilitare e disabilitare IPv6 nelle impostazioni. |